# サン・マリノ・ロープウェイ
座標: 北緯43度56分25秒 東経12度26分44秒 / 北緯43.9404度 東経12.4455度

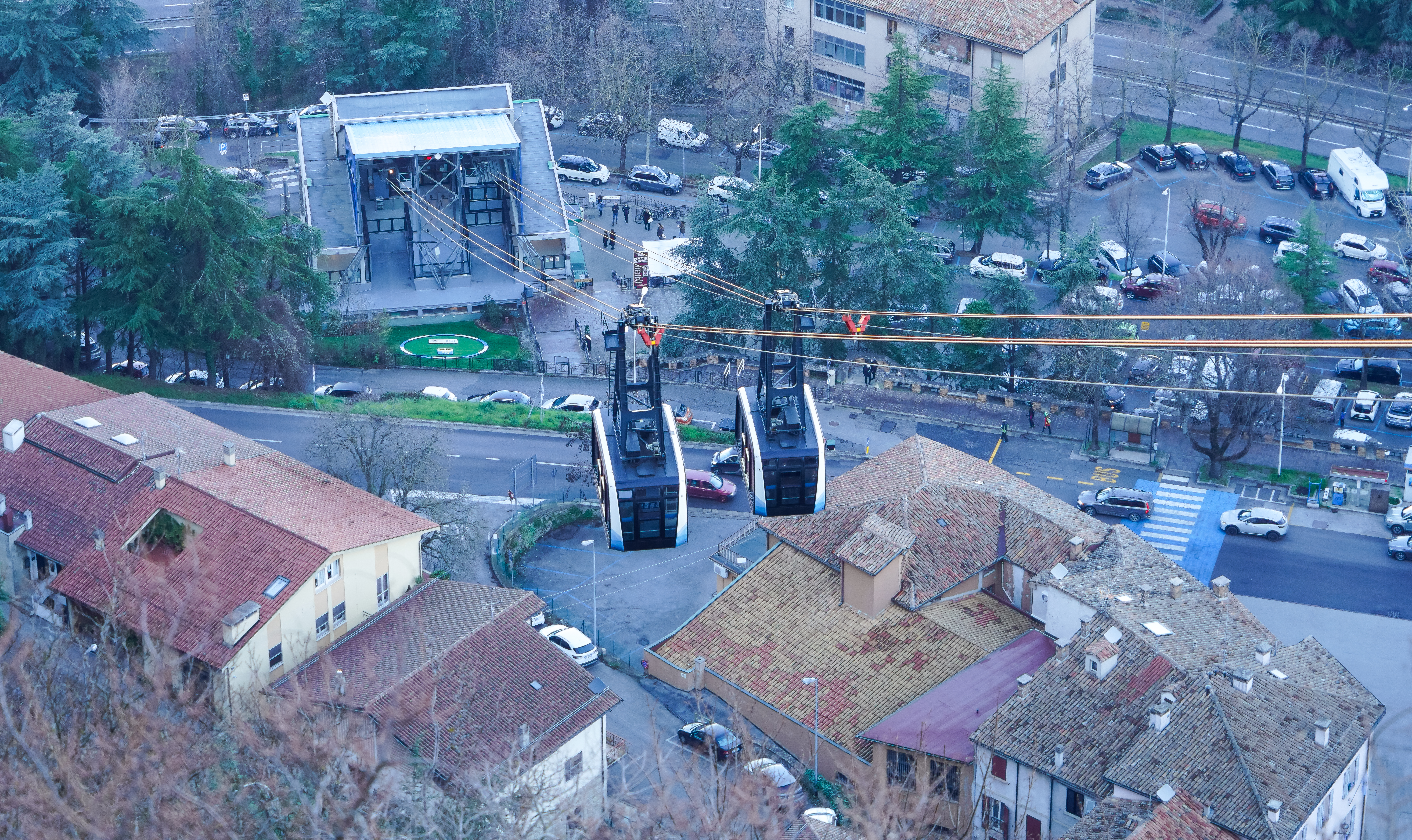
サン・マリノ・ロープウェイ

サン・マリノ・ロープウェイ(Funivia di San Marino)はサンマリノにあるロープウェイである。このロープウェイはボルゴ・マッジョーレにある下の駅とサンマリノ市にある上の駅の間を運行している。1959年に開業し、今までに2回改修されている。1度目の改修は1990年代に行われ、2度目の改修は2017年に行われた。このロープウェイは観光客や労働者が首都に到着するために最もよく使われる手段の1つである。このロープウェイはAzienda Autonoma di Stato per i Servizi Pubbliciにより運営されている。

## テクニカルデータ
- 長さ：338m
- 高度差：166 m
- 速度：6m / s
- 最大収容人数：50+1人/客室
- 最大収容人数：1200人/時
- 牽引力：180kW